# Гвоздики (рід)
Гвоздики, гвозди́ка (Dianthus) — рід багаторічних рослин із родини гвоздикових. 

## Етимологія
Родова латинська назва Dianthus походить від грец. δῖος — божественний і грец. ἄνθος — квітка: квітка Зевса, Юпітера; дана рослині Ліннеєм завдяки гарним квіткам.
Назва гвоздик є запозиченням з польської мови gozdzik — «гвоздики». В українських словниках зафіксовані також назви звоздик, звоздики. Ю. Кобів подає назву роду у множині, подібно до порічок, дзвоників, нагідок.

## Опис
Багаторічні трави і напівкущі з лінійним або лінійно-ланцетоподібним листям.
Квітки поодинокі або по 2—3 на кінцях гілочок. Чашечка циліндрична або циліндрично-конічна, з численними поздовжніми жилками і (1) 2—4 (5) парами лускоподібних чашолистків, що каскадом налягають один на одного. Пелюсток п'ять, з довгими нігтиками і зубчастим, торочкувато розсіченим відгином, зрідка цілісним. Тичинок десять. Стовпчиків два.
Плід — циліндрична коробочка, сидяча або на короткому карпофорі, одногніздна, що розкривається чотирма зубцями. Насіння численне, сплющене, овальне, чорного кольору, горбкувате.
Більшість видів роду легко гібридизують між собою.

## Географічне поширення і екологія
Близько 300—350 видів (див. Список видів роду Гвоздика) у Європі, Азії, Африці, а частина в Північній Америці. Найбагатше рід представлений в Середземномор'ї. Багато видів введені в культуру як декоративні рослини і іноді натуралізуються.

## Господарське значення
Деякі види гвоздик культивуються як однорічні і зацвітають у рік посіву, а інші — як дворічні, тобто в рік посіву розвивають тільки розеткові листки, а цвітуть на другий рік. У декоративному садівництві використовуються численні гібриди. Ця рослина була особливо популярною в Радянському Союзі, де червоні квіти були символом Перемоги у німецько-радянській війні.

## Деякі з видів
- Dianthus alpinus

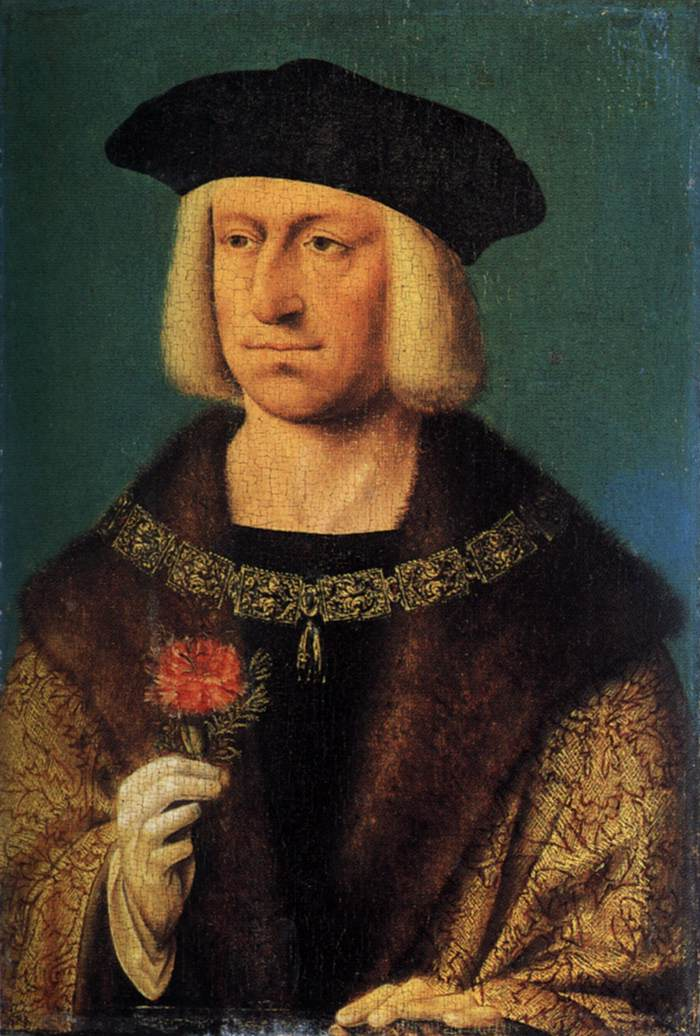
Гвоздика в руках Максиміліана I, (імператора Священної Римської імперії), на портреті пензля Йоса ван Клеве, бл. 1530

- Гвоздики пучкуваті (Dianthus armeria)
- Dianthus barbatus — гвоздики бородаті. Садова рослина.
- Dianthus carthusianorum — гвоздики картузійські
- Dianthus caryophyllus L.[11] — гвоздики садові, або гвоздики голландські
  - Dianthus caryophyllus var. schabaud — гвоздики Шабо.
- Dianthus chinensis — гвоздики китайські. Садова рослина.
- Dianthus deltoides L. — гвоздики крапчасті
- Dianthus gratianopolitanus — гвоздики сизі
- Dianthus japonicus
- Dianthus nardiformis
- Dianthus superbus — гвоздики пишні

Повний список див. Список видів роду гвоздики.

## Легенда виникнення
Яскраво-червоний колір гвоздик, що так приємно милує зір, таïть у собі водночас немов би щось зловісне — наче нагадує кров. І справді, у багатьох випадках історія цієї квітки, виявляється, пов'язана з низкою кривавих історичних подій, починаючи вже з грецького міфу, де йдеться про її походження.
Розповідають, що якось богиня Діана поверталась роздратована з невдалого полювання і зустріла вродливого пастушка, котрий весело грав на сопілці. Украй розгнівана богиня картає пастуха за те, що той розігнав своєю музикою всю її дичину, і погрожує вбити його. Пастушок виправдовується, клянеться, що ні в чому не винен, благає зглянутись. Проте богиня, не тямлячи себе від люті, кидається до нього й вириває йому очі.
І тільки опам'ятавшись, Діана розуміє весь жах скоєного. Її починає гризти сумління: образ лагідних, благаючих прощення очей пастушка переслідує Діану повсюдно, не дає ні хвилини спокою; та щось виправити вона вже не в змозі.
Щоб увічнити очі пастушка, які так жалібно дивилися на неї, Діана кидає їх на стежку – і тієї ж миті у тому місці з'являються дві червоні гвоздики, котрі нагадують про скоєний злочин та безневинно пролиту кров.